# بیرس، هلند
بیرس (به هلندی: Beers) یک منطقهٔ مسکونی در هلند است که در کایک (شهر) واقع شده‌است. بیرس ۱٬۷۲۱ نفر جمعیت دارد.